# Il pianeta dei morti
Il pianeta dei morti è una serie di storie a fumetti pubblicata in Italia dalla Sergio Bonelli Editore incentrate sul personaggio di Dylan Dog; è stata ideata e scritta da Alessandro Bilotta e disegnata da diversi fumettisti.

## Storia editoriale
Dopo tre storie pubblicate nei numeri 2 e 10 della serie Dylan Dog Color Fest nel 2008 e nel 2013 e sul n. 22 della serie Dylan Dog Gigante del 2013, la saga è stata proposta regolarmente all'interno della collana Speciale Dylan Dog che dal n. 29 al n. 35 modifica la testata aggiungendovi la scritta Il pianeta dei morti.
Il primo episodio omonimo è un breve racconto autoconclusivo disegnato da Carmine Di Giandomenico e pubblicato sul n. 2 della collana Color Fest, scritto con l'intenzione di realizzare l’ultima storia di Dylan Dog e quindi per restare unico. A seguito del positivo riscontro, ne vennero realizzati altri due e, dal 2015, è divenuta una serie regolare pubblicata annualmente, fino al 2021, all'interno della collana Speciale nella quale viene raccontato tutto quello che è successo precedentemente alla storia omonima. La saga viene quindi interrotta a tempo indeterminato, nonostante la collana Speciale continui a contenere storie scritte da Bilotta.

## Trama
In un'epoca futura di qualche anno rispetto a quella in cui è ambientata la serie classica del personaggio, i morti viventi sono una realtà conclamata e il protagonista, che è diventato un uomo di mezza età, è pieno di rimpianti per non aver interrotto l'epidemia che ha portato alla proliferazione degli zombie. Pur ambientando la serie nel futuro, nelle intenzioni dell’autore c’è quella di attingere a piene mani dalla storia di Dylan Dog, come in un’ideale ripartenza. All'origine dell'idea c’è il pensiero che inserire il personaggio in estreme condizioni esistenziali potrebbe riportarlo ad affrontare grandi temi.
(Alessandro Bilotta)

## Elenco degli episodi
| Testata nr.   | Titolo                       | Pubblicazione  | Soggetto e sceneggiatura | Disegni                                         | Copertina          |
| ------------- | ---------------------------- | -------------- | ------------------------ | ----------------------------------------------- | ------------------ |
| Color Fest 2  | Il pianeta dei morti         | agosto 2008    | Alessandro Bilotta       | Carmine Di Giandomenico colori Studio Tenderini | Tanino Liberatore  |
| Color Fest 10 | Addio, Groucho               | aprile 2013    | Alessandro Bilotta       | Paolo Martinello                                | Davide De Cubellis |
| Gigante 22    | Il tramonto dei vivi morenti | novembre 2013  | Alessandro Bilotta       | Daniela Vetro                                   | Angelo Stano       |
| Speciale 29   | La casa delle memorie        | settembre 2015 | Alessandro Bilotta       | Giampiero Casertano                             | Massimo Carnevale  |
| Speciale 30   | La fine è il mio inizio      | settembre 2016 | Alessandro Bilotta       | Giulio Camagni                                  | Massimo Carnevale  |
| Speciale 31   | Nemico pubblico n. 1         | settembre 2017 | Alessandro Bilotta       | Sergio Gerasi                                   | Marco Mastrazzo    |
| Speciale 32   | Nel nome del figlio          | settembre 2018 | Alessandro Bilotta       | Giampiero Casertano                             | Marco Mastrazzo    |
| Speciale 33   | Saluti da Undead             | settembre 2019 | Alessandro Bilotta       | Paolo Bacilieri                                 | Marco Mastrazzo    |
| Speciale 34   | La grande consolazione       | settembre 2020 | Alessandro Bilotta       | Carlo Ambrosini                                 | Marco Mastrazzo    |
| Speciale 35   | Una risata vi resusciterà    | settembre 2021 | Alessandro Bilotta       | Sergio Gerasi                                   | Marco Mastrazzo    |

## Edizioni in volume
- Alessandro Bilotta, Carmine Di Giandomenico, Daniela Vetro, Paolo Martinello Dylan Dog - Cronache dal pianeta dei morti, BAO Publishing, Milano 2014, ISBN 978-88-6543-237-2.

Nel 2014, in vista della serie annuale in uscita l'anno successivo, Bao Publishing, su licenza di Sergio Bonelli Editore, ha raccolto in un volume da libreria i tre episodi che fanno da prologo alla serie. Contiene le storie Il pianeta dei morti, Il tramonto dei vivi morenti e Addio, Groucho pubblicate rispettivamente sul Dylan Dog Color Fest n. 2, sul Dylan Dog Gigante n. 22 e sul Color Fest n. 10. Gli episodi non sono raccolti secondo l'ordine narrativo, ma seguendo quello di pubblicazione, partendo dall'omonima Il pianeta dei morti, ossia la storia della morte di Dylan Dog, tornando indietro ad Addio, Groucho, che racconta l'origine dell'epidemia e delle vicende che danno inizio alla serie. La narrazione si sviluppa quindi al contrario: il primo episodio in ordine di lettura è quello finale, mentre l’ultimo racconta la genesi della storia. Il volume contiene alcune introduzioni dell'autore che spiegano l'origine della serie, accompagnate dai progetti dei disegnatori che mostrano uno studio laborioso sull'invecchiamento di Dylan Dog che in origine doveva essere "sessantenne e imbolsito, vagamente ispirato a Marlon Brando".
- Alessandro Bilotta, Paolo Martinello, Daniela Vetro, Marco Mastrazzo Dylan Dog - Il pianeta dei morti - volume 1, Sergio Bonelli Editore, 2021, ISBN 978-88-6961-576-4.

Volume cartonato contenente le storie Addio, Groucho e Il tramonto dei vivi morenti
- Alessandro Bilotta, Giampiero Casertano, Marco Mastrazzo Dylan Dog - Il pianeta dei morti - volume 2, Sergio Bonelli Editore, 2021, ISBN 978-88-6961-627-3.

Volume cartonato contenente la storia La casa delle memorie
- Alessandro Bilotta, Giulio Camagni, Marco Mastrazzo Dylan Dog - Il pianeta dei morti - volume 3, Sergio Bonelli Editore, 2022, ISBN 978-88-6961-667-9.

Volume cartonato contenente la storia La fine è il mio inizio
- Alessandro Bilotta, Sergio Gerasi, Marco Mastrazzo Dylan Dog - Il pianeta dei morti - volume 4, Sergio Bonelli Editore, 2022, ISBN 978-88-6961-720-1.

Volume cartonato contenente la storia Nemico pubblico n.1
- Alessandro Bilotta, Giampiero Casertano, Marco Mastrazzo Dylan Dog - Il pianeta dei morti - volume 5, Sergio Bonelli Editore, 2023, ISBN 978-88-6961-775-1.

Volume cartonato contenente la storia Nel nome del figlio
- Alessandro Bilotta, Paolo Bacilieri, Marco Mastrazzo Dylan Dog - Il pianeta dei morti - volume 6, Sergio Bonelli Editore, 2023, ISBN 978-88-6961-835-2.

Volume cartonato contenente la storia Saluti da Undead
- Alessandro Bilotta, Paolo Bacilieri, Marco Mastrazzo Dylan Dog - Il pianeta dei morti - volume 7, Sergio Bonelli Editore, 2024, ISBN 978-88-6961-898-7.

Volume cartonato contenente la storia La grande consolazione
- Alessandro Bilotta, Sergio Gerasi, Carmine Di Giandomenico Dylan Dog - Il pianeta dei morti - volume 8, Sergio Bonelli Editore, 2024, ISBN 978-88-6961-963-2.

Volume cartonato contenente le storie Una risata vi resusciterà e Il pianeta dei morti